# کوین پروت
کوین پروت (انگلیسی: Kévin Perrot؛ زادهٔ ۱۳ ژوئن ۱۹۸۹) بازیکن فوتبال اهل فرانسه است.